# Coppa delle nazioni oceaniane femminile 1991
La Coppa delle nazioni oceaniane femminile 1991, ufficialmente 1991 OFC Women's Championship, è stata la quarta edizione ufficiale della manifestazione, programmata fra il 19 e il 25 maggio 1991 in Australia. Il torneo, riservato alle Nazionali di calcio femminile oceaniane, fu organizzato dalla Oceania Football Confederation (OFC).
La Nuova Zelanda, alla sua seconda vittoria in assoluto, vinse il torneo per differenza reti avendo concluso il girone a pari punti con l'Australia e qualificandosi per la fase finale del Campionato mondiale femminile di calcio 1991.

## Squadre
- Australia
- Nuova Zelanda
- Papua Nuova Guinea

## Città e stadi
L'unico impianto che ospitò gli incontri fu il Marconi Stadium di Sydney.

## Formula del torneo
Le tre squadre che disputarono la fase finale si affrontarono in un solo girone all'italiana con partite di andata e ritorno, con la miglior classificata che ottenne la qualificazione al Mondiale di Cina 1991.

## Incontri
| Squadra            | P.ti | G | V | N | P | GF | GS | DR  |
| ------------------ | ---- | - | - | - | - | -- | -- | --- |
| Nuova Zelanda      | 6    | 4 | 3 | 0 | 1 | 28 | 1  | +27 |
| Australia          | 6    | 4 | 3 | 0 | 1 | 21 | 1  | +20 |
| Papua Nuova Guinea | 0    | 4 | 0 | 0 | 4 | 0  | 47 | -47 |

| Sydney 19 maggio 1991 | Nuova Zelanda | 16 – 0 referto | Papua Nuova Guinea | Marconi Stadium |
| \| \| \| \| \| van de Elzen ?’, ?’, ?’, ?’, ?’ Baker ?’ Sharpe ?’, ?’, ?’ Campbell ?’ Henderson ?’, ?’ Cox ?’ Jacobson ?’, ?’ Pullen ?’ \| Marcatori \| \| |               |                |                    |                 |
| |               |                |                    |                 |
| van de Elzen ?’, ?’, ?’, ?’, ?’ Baker ?’ Sharpe ?’, ?’, ?’ Campbell ?’ Henderson ?’, ?’ Cox ?’ Jacobson ?’, ?’ Pullen ?’                                   | Marcatori     |                |                    |                 |

| Sydney 20 maggio 1991                        | Nuova Zelanda | 1 – 0 referto | Australia | Marconi Stadium |
| \| \| \| \| \| Sharpe 66’ \| Marcatori \| \| |               |               |           |                 |
|                                              |               |               |           |                 |
| Sharpe 66’                                   | Marcatori     |               |           |                 |

| Sydney 21 maggio 1991 | Papua Nuova Guinea | 0 – 12 referto                                                                           | Australia | Marconi Stadium |
| \| \| \| \| \| \| Marcatori \| ?’, ?’, ?’, ?’ Hughes ?’, ?’ Iannotta ?’, ?’ Wass ?’ Gegenhuber ?’ Tann ?’ Bartlett ?’ ? \| |                    |                                                                                          |           |                 |
| |                    |                                                                                          |           |                 |
| | Marcatori          | ?’, ?’, ?’, ?’ Hughes ?’, ?’ Iannotta ?’, ?’ Wass ?’ Gegenhuber ?’ Tann ?’ Bartlett ?’ ? |           |                 |

| Sydney 23 maggio 1991 | Papua Nuova Guinea | 0 – 11 referto                                                                                 | Nuova Zelanda | Marconi Stadium |
| \| \| \| \| \| \| Marcatori \| ?’, ?’, ?’, ?’ Sharpe ?’ Campbell ?’ Chaney ?’ Fisher ?’ Pullen ?’ Henderson ?’ Nye ?’ Warring \| |                    |                                                                                                |               |                 |
| |                    |                                                                                                |               |                 |
| | Marcatori          | ?’, ?’, ?’, ?’ Sharpe ?’ Campbell ?’ Chaney ?’ Fisher ?’ Pullen ?’ Henderson ?’ Nye ?’ Warring |               |                 |

| Arbitro: | Bill Monteverde |

|         |           |  |
| Dodd 8’ | Marcatori |  |

| Sydney 25 maggio 1991                                                         | Papua Nuova Guinea | 0 – 8 referto                               | Australia | Marconi Stadium |
| \| \| \| \| \| \| Marcatori \| ?’, ?’, ?’, ?’, ?’, ?’ Vinson ?’, ?’ Hughes \| |                    |                                             |           |                 |
|                                                                               |                    |                                             |           |                 |
|                                                                               | Marcatori          | ?’, ?’, ?’, ?’, ?’, ?’ Vinson ?’, ?’ Hughes |           |                 |

## Classifica marcatrici
8 reti
- Wendy Sharpe

6 reti
- Sunni Hughes
- Carol Vinson

5 reti
- Monique van de Elzen

3 reti
- Wendi Henderson

2 reti
- Julia Campbell
- Angela Iannotta
- Maureen Jacobson
- Deborah Pullen
- Sharon Wass

1 rete
- Traci Bartlett
- Moya Dodd
- Sonia Gegenhuber
- Anissa Tann
- Donna Baker
- Cinnamon Chaney
- Michele Cox
- Jo Fisher
- Kim Nye
- Lynne Warring